# Purwokerto
Purwokerto of Kota Purwokerto, niet te verwarren met Purwakarta, is een stad in Indonesië en de hoofdstad van het regentschap Banyumas in de provincie Midden-Java. In 2005 woonden er ongeveer 249.705 mensen.

## Geografie
Purwokerto ligt aan de voet van Gunung Slamet, de hoogste vulkaan op Midden-Java. De stad wordt gescheiden door de Kranjirivier en ligt nabij twee grote oost-westwegen: Jalan Sudirman en Jalan Gatot Subroto.

## Geschiedenis van Purwokerto
De geschiedenis van Purwokerto als hoofdstad van regentschap Banyumas is onlosmakelijk met de geschiedenis van Banyumas zelf.
Regentschap Banyumas werd gesticht in 1582. De stichter heette Joko Kahiman, welke later de eerste regent van Banyumas werd onder de naam Mrapat. De stad werd gesticht in het Koninkrijk Pajang onder Sultan Hadiwijaya.
Het verhaal van Purwokerto als hoofdstad van Banyumas kwam tot stand door een ongeluk. Fouten van de Sultan zorgden voor de onfortuinlijke moord op Adipati Wirasaba VI in Lowano (het huidige Purworejo. Ter compensatie van deze fout benoemde de sultan een opvolger voor Wirasaba. Een van zijn schoonzonen, Joko Kahiman, ontmoette de sultan en gaf hem de titel Wirasaba VII mee. Wirasaba VII verdeelde zijn regentschap in vier delen:
1. Banjar werd gegeven aan Kyai Ngabei Wirayuda
2. Meden werd gegeven Kyai Ngabei Wirakusuma
3. Wirasaba-territorium werd gegeven aan Kyai Ngabei Wargawijaya
4. Kejawar-territorion werd door Wirasaba zelf geregeerd. Hij kapte het Manglibos en hernoemde zijn regentschap tot Banyumas.

De hoofdstad van Banyumas lag oorspronkelijk 18 kilometer zuidelijker. Deze moest naar Purwokerto verhuisd worden vanwege overstromingen in 1861.

## Bezienswaardigheden
Het centrale stadsplein van Purwokerto indonesisch: Alun-alun, telt zes banyanbomen: een in iedere hoek en twee in het midden. De Purwokertanen komen er vaak in hun vrije tijd en kinderen spelen ook op het plein. Openluchtwinkeltjes op het plein verkopen speelgoed en lokale lekkernijen. Aan een zijde staat het regionale overheidsgebouw, Kabupaten. Ten oosten van de Alun-alun is het oude kerkhof aan de Ragasemangsangweg.

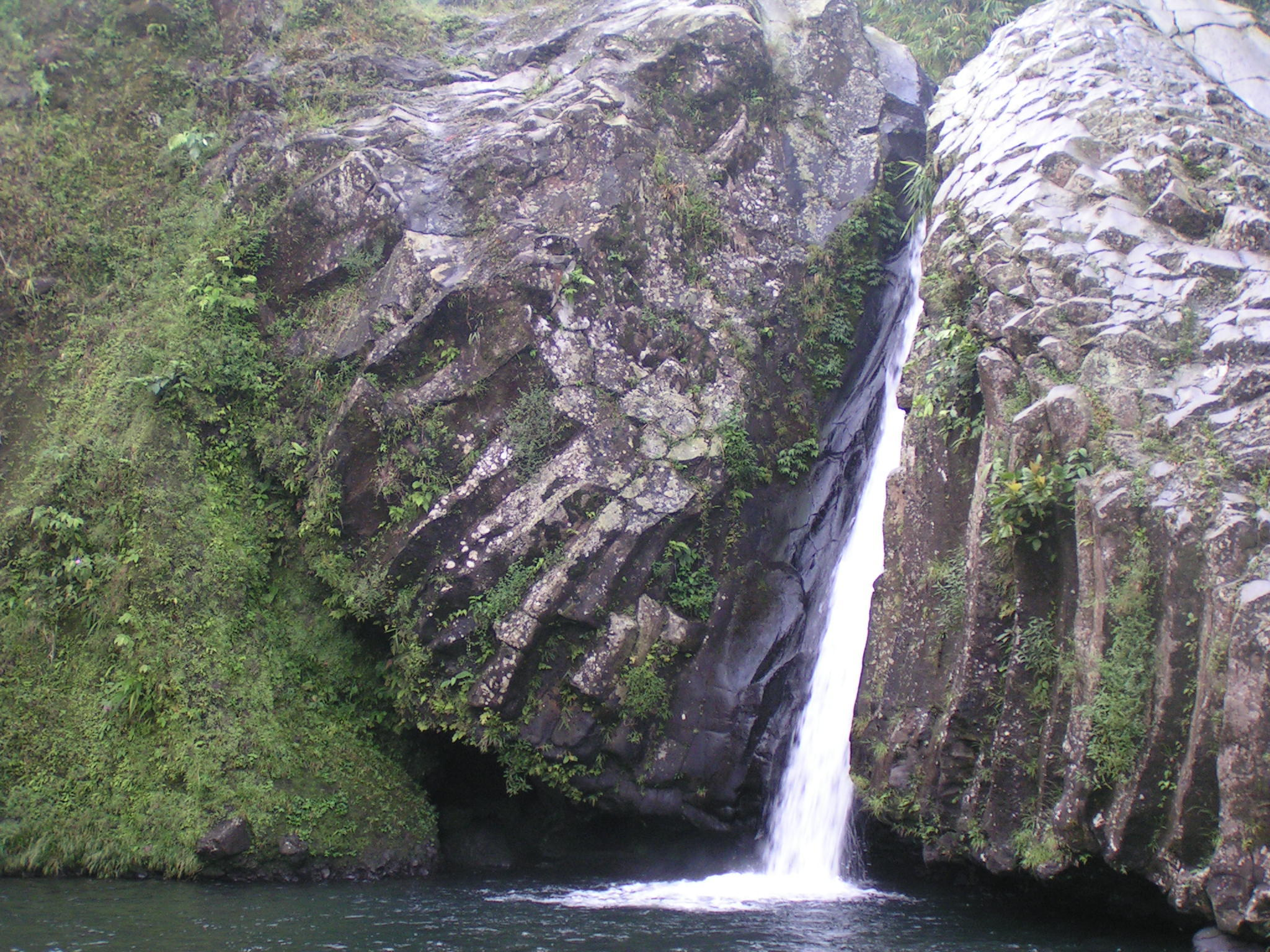
Waterval in Baturaden

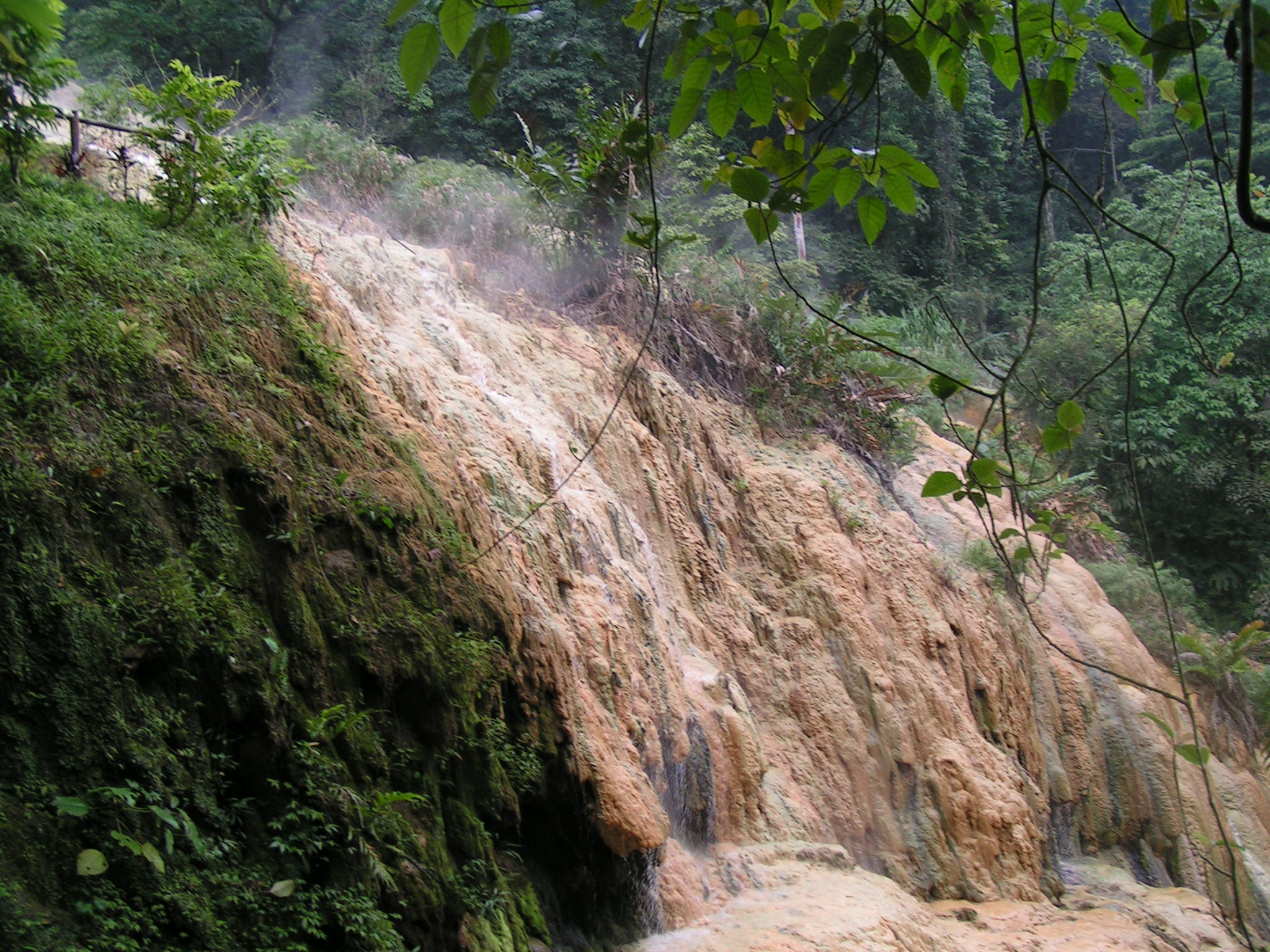
Mineraalafzettingen in Baturaden

Een belangrijke toeristische trekpleister in de buurt van Purwokerto is Baturaden, welke 15 kilometer ten noorden van de stad ligt. Baturaden is een hooggelegen gebied aan de voet van Gunung Slamet. Baturaden is een populaire plek voor het lokale toerisme. Er zijn speeltuintjes, warmwaterbronnen, mogelijkheden tot trektochten en een camping. Er zijn twee natuurlijke warmwaterbronnen in Baturaden, Pancuran Telu en Pancuran Pitu

## Verkeer en vervoer

### Luchtvaart
Het dichtstbijzijnde vliegveld is Tunggul Wulung Airport nabij Cilacap, zo'n 40 kilometer ten zuiden van Purwokerto. Tunggul Wulung wordt drie keer per week aangedaan door een directe vlucht van Halim Perdana Kusuma Airport in Jakarta. De vliegreis duurt 45 minuten.

### Trein
De spoorweg is een van de belangrijkste verbindingen van/naar Purwokerto. In Purwokerto stoppen treinen van/naar Jakarta, Bandung, Yogyakarta én Surabaya, in zowel de Bisnis-(eerste) klas en de Ekonomi-(tweede) klas. De reis van/naar Jakarta duurt 6 uur in de Bisnis-klas en 10 uur in de Ekonomi-klas. Anno 2011 wordt gewerkt aan een spoorverdubbeling van/naar Cirebon, welke vanaf 2012 kortere reistijden tot gevolg moet hebben.

### Wegvervoer
De stad is eveneens bereikbaar met intercity-bussen die van verschillende Javaanse steden komen. Het busstation is de op twee na grootste van Midden-Java, na die van Semarang en Solo.